# Johann Jakob Wettstein
Johann Jakob Wettstein (także Wetstein, ur. 5 marca 1693 w Bazylei, zm. 23 marca 1754) – szwajcarski teolog i niderlandzki teolog remonstrancki, który wyróżnił się na polu krytyki tekstu Nowego Testamentu, był jednym z pierwszych krytyków Textus receptus.

## Życiorys
Już w latach studenckich interesował się rozmaitymi wariantami tekstowymi Nowego Testamentu. 
W 1716 roku próbował odczytać Kodeks Efrema i wydał szereg jego wariantów tekstowych. 
W 1730 roku wydał „Prolegomena ad Novi Testamenti Graeci”, którego tekst różnił się od textus receptus. W Prolegomenie zastosował metodę badania tekstu biblijnego z wykorzystaniem cytatów Ojców kościoła. Dzieło nie spotkało się ze zrozumieniem. Największe oburzenie wywołało zastosowanie Ος εφανερωθη w 1 Tm 3,16 zamiast dotychczasowego Θεος εφανερωθη. Wariant ten zaczerpnął z Kodeksu Aleksandryjskiego i Kodeksu Efrema. Wkrótce po ukazaniu się Prolegomeny wydalony został ze stanu duchownego ale w 1731 remonstranci zaoferowali mu katedrę filozofii w Amsterdamie. 
W 1751 roku wydał Novum Testamentum Græcum, w którym wykorzystał więcej niż 300 greckich rękopisów. Liczba wariantów tekstowych w aparacie krytycznym znacznie przewyższyła dotychczas podawane liczby. Nisko ocenił wartość przekładów łacińskich i również z tego powodu był krytykowany. W dziele tym podzielił rękopisy na trzy grupy: majuskuły, minuskuły i lekcjonarze. Wprowadził też system znakowania rękopisów. Na oznaczenie majuskułów posłużył się dużymi literami alfabetu łacińskiego (A, B, C, D), natomiast na oznaczenie minuskułów użył cyfr arabskich (1, 2, 3, 4).